# 기초공학
기초공학(Foundation Engineering)은 토목공학의 하위 분야로써, 토질역학의 원리를 활용하여 제반 구조물의 하중을 지반에 전달하는 하부 구조인 기초를 설계하는 학문이다. 토질역학과 기초공학은 서로 밀접한 관계가 있고 겹치는 부분도 많기 때문에 명확하게 구분하는 것은 쉽지 않다. 기초 공학에서 다루는 대상은 대표적으로 네 가지가 있다. 첫째는 구조물의 하중을 지반에 전달하고 구조물을 지지하는 역할을 하는 기초이다. 기초는 얕은 기초와 깊은 기초로 나눈다. 두번째는 흙을 성토했을 경우의 안정성에 대한 문제를 다룬다. 세번째는 흙을 절토했을 경우를 다룬다. 네번째로는 연약 지반을 개량하는 공법에 대해서 다룬다.

## 같이 보기
- 기초

## 참고 문헌
- 이인모 (2015). 《기초공학의 원리》. 씨아이알. ISBN 979-11-5610-063-8.
- 권호진, 김동수, 박준범, 정성교 (2015). 《기초공학》 2판. 구미서관. ISBN 978-89-8225-585-0 |isbn= 값 확인 필요: checksum (도움말).